# Arishinagodi, Nargund
Arishinagodi là một làng thuộc tehsil Nargund, huyện Gadag, bang Karnataka, Ấn Độ.